# Пять последних звёзд
«Пять последних звёзд», другое название «Итоговый выпуск» (англ. Five Star Final) — американский фильм режиссёра Мервина Лероя, который вышел на экраны в 1931 году.
Фильм поставлен по одноимённой бродвейской пьесе Луиса Вейтценкорна и рассказывает о порочном и порой преступном характере бульварной журналистики.
Название фильма относится к тому времени, когда некоторые газеты выходили в течение суток несколькими выпусками, при этом в последнем из них на первой странице ставилась отметка пять звёзд и слово «Последний».
В сезоне 1931—1932 годов фильм был номинирован на Оскар в категории «Выдающееся произведение» (позднее эта категория стала называться «Лучшая картина»).
В 1936 году кинокомпания Warner Bros. сделала римейк этого фильма под названием «Двое против мира», в котором главную роль сыграл Хамфри Богарт, а действие из газеты было перенесено на радиостанцию.

## Сюжет
Владелец таблоида New York Evening Gazette Бернард Хинчклифф (Оскар Эпфел) поручает главному редактору Джозефу Рэндаллу (Эдвард Г. Робинсон) поднять тираж с помощью публикации серии статей о скандальном деле Нэнси Вурис 20-летней давности. Нэнси застрелила своего жениха, который отказался на ней жениться, однако суд оправдал её на том основании, что она была от него беременна. Вопреки своему желанию, Рэндалл берётся за эту тему, поручая своему беспринципному репортёру Вернону Изоподу (Борис Карлофф) под видом священнослужителя проникнуть в дом Нэнси Вурис (Франсес Старр). Нэнси уже давно живёт счастливой семейной жизнью с банковским клерком Майклом Таунсэндом (Х. Б. Уорнер), однако пара скрывает своё прошлое, в том числе от дочери Дженни (Мэриэн Марш), которой даже не известно, что Майкл — не её родной отец. Дженни собирается замуж за потомка знатного семейства Филиппа Уикса (Энтони Башелл). Накануне свадьбы Таунсенды ошибочно принимают Изопода за помощника священника, который будет проводить свадебную церемонию, и откровенно делятся с ним своими опасениями по поводу того, что прошлое Нэнси может выйти наружу, так как в газете New York Evening Gazette уже дан анонс серии статей о Нэнси. Изопод обещает помочь, а сам тем же вечером пишет первый материал о предстоящей свадьбе дочери Нэнси. Прочитав его, родители Филлипа заявляют Нэнси об отмене свадьбы. Нэнси пытается дозвониться до Хинчклиффа и Рэндалла с просьбой остановить публикацию скандальных статей о её прошлом, так как это может разрушить жизнь её дочери, однако редактор отвечает, что газета уже поступила в продажу. Не в силах вынести это, Нэнси кончает жизнь самоубийством, приняв яд. Когда Майкл находит мёртвую жену, он, ничего не сказав Дженни и Филлипу, благословляет их брак, и после их ухода принимает яд рядом с любимой женой. Сразу после этого в квартире оказывается молодой репортёр New York Evening Gazette Кити Кармоди (Она Мансон), которая делает несколько снимков умершей пары, которые немедленно публикуются на первой полосе газеты. Родители Филлипа заявляют Дженни о немедленной отмене свадьбы, однако он категорически заявляет, что свадьба состоится, идя на открытый конфликт с родителями. Пока Филлип занят подготовкой похорон, взбешённая Дженни берёт из дома револьвер и приезжает в редакцию. Она застаёт в редакторском кабинете самого Рэндалла, а также Хинчклиффа и Изопода, требуя от них признать свою вину в смерти родителей. Дженни направляет на них револьвер, однако вовремя появившийся Филлип успевает успокоить её, фактически предотвращая убийство. Рэндалл признаёт свою вину, после чего обличает Хинчлиффа и в его лице всю ту бульварную журналистику, которая ради поднятия тиражей не считается ни с чем, даже с человеческими жизнями. После ухода издателя Рэндалл пишет заявление об отставке и вместе со своей верной секретаршей мисс Тэйлор (Алин Макмагон) покидает редакцию.

## В ролях
- Эдвард Г. Робинсон — Джозеф У. Рэндалл
- Мэриэн Марш — Дженни Таунсенд
- Х.Б. Уорнер — Майкл Таунсенд
- Энтони Башелл — Филлип Уикс
- Джордж Э. Стоун — Зигги Фейнштейн
- Фрэнсис Старр — Нэнси Вурис Таунсенд
- Она Мансон — Кити Кармоди
- Борис Карлофф — Т. Вернон Изопод
- Алин Макмагон — мисс Тэйлор
- Оскар Эпфел — Бернард Хинчклифф
- Пёрнелл Прэтт — Роберт Френч
- Роберт Эллиотт — Браннеган

## История создания фильма
Фильм основан на пьесе, которую написал Луис Вейтценкорн на основе собственного опыта работы в качестве редактора таблоида New York Evening Graphic, который издавался в 1920-е годы. В 1930—1931 годах спектакль по этой пьесе выдержал на Бродвее 175 представлений.
Продюсер фильма Хэл Уоллис в своей автобиографии написал, что стремился к тому, чтобы редакция газеты выглядела максимально аутентично, и для этого поручил своим сотрудникам сделать зарисовки двух реальных газетных редакций, чтобы сделать декорации в точности, как там.
Для актрисы Алин Макмагон этот фильм стал дебютом в кино. Это также был первый фильм, в котором актриса Мэриэн Марш сыграла под этим именем. В двух своих предыдущих фильмах она была указана в титрах как Мэрилин Морган.
Фильм вышел в том же году, что и «Маленький Цезарь», который сделал звездой Робинсона, а также «Франкенштейн», который сделал звездой Карлоффа.

## Оценка фильма критикой
После выхода фильма кинообозреватель «Нью-Йорк Таймс» Мордонт Холл отметил, что фильм «открыто нападает на методы жёлтой прессы», символически заканчиваясь сценой, в которой «номер газеты смывает в сточную канаву». По мнению критика, «фильм пролетает без единого лишнего мгновения», и «все актёры умно исполняют свои роли». Особенно Холл выделил «сильную игру Эдварда Г. Робинсона».
Современный историк кино Майкл Бетзолд назвал картину «серьёзным обвинением жёлтой прессе» и «прототипом газетных драм, которые стали популярны в 1930-40-е годы, впервые представив многие характерные моменты, которые впоследствии стали клише» для такого рода фильмов.

## Награды и ремейки
В 1931—1932 годах фильм был номинирован на Оскар в категории «Выдающееся произведение» (сегодня эта категория называется «Лучшая картина»), а газета The Film Daily включила его в число 10 лучших фильмов 1931 года.
В 1936 году был выпущен ремейк фильма под названием «Двое против мира». Действие этой картины перенесено из газетной редакции на радио, а главную роль в нём исполнил Хамфри Богарт.